# Hansenium antillense
Hansenium antillense är en kräftdjursart som först beskrevs av Hansen 1905.  Hansenium antillense ingår i släktet Hansenium och familjen Stenetriidae. Inga underarter finns listade i Catalogue of Life.